# Harrigan Hill
Harrigan Hill är en kulle i Antarktis. Den ligger i Östantarktis. Australien gör anspråk på området. Toppen på Harrigan Hill är 3 meter över havet.
Terrängen runt Harrigan Hill är platt åt sydväst, men österut är den kuperad. Havet är nära Harrigan Hill västerut. Trakten är glest befolkad. Närmaste befolkade plats är Casey Station, 4,3 kilometer nordost om Harrigan Hill. 